# 比利比諾區

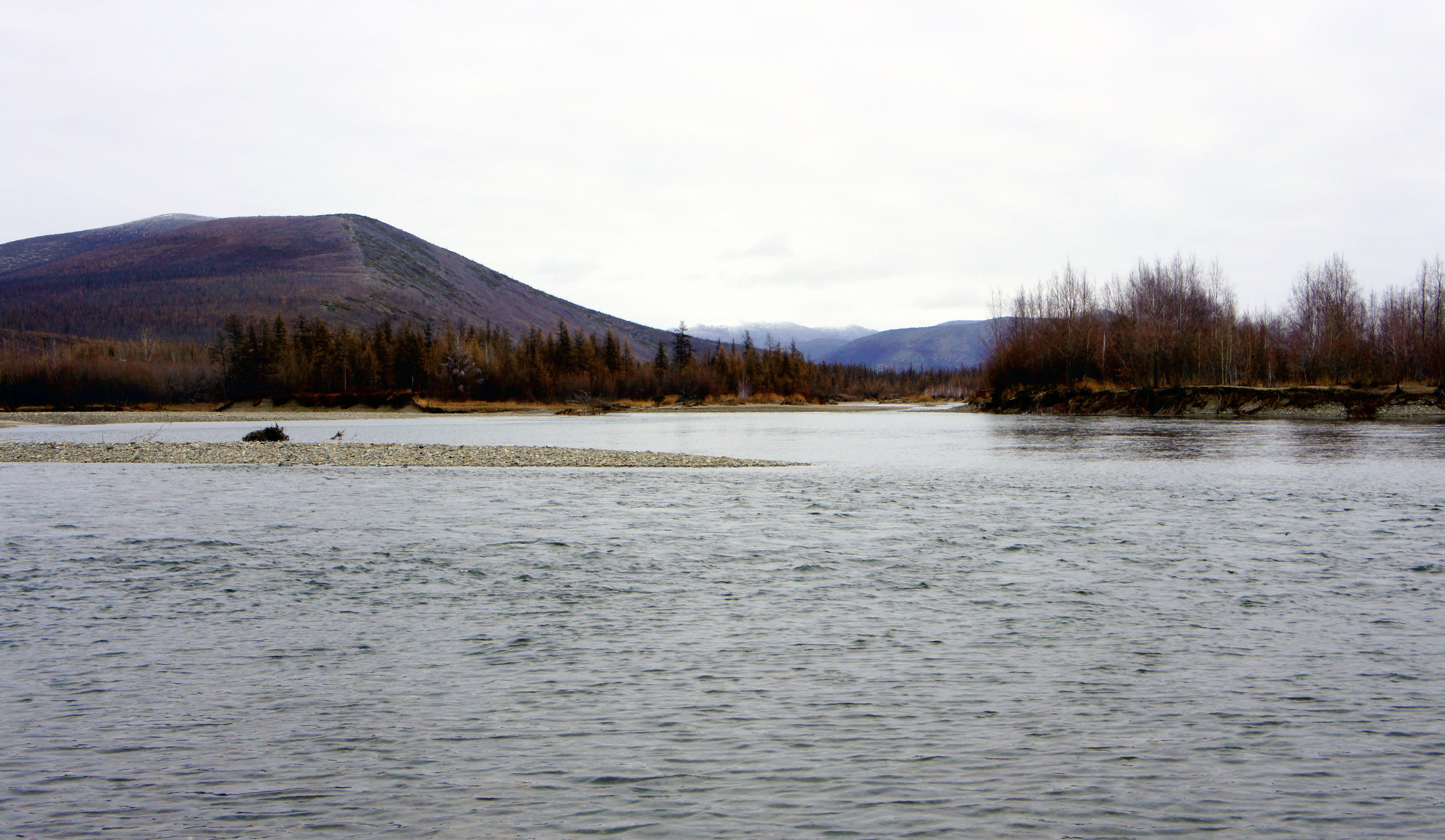

68°03′N 166°27′E / 68.050°N 166.450°E
比利比諾區（俄语：Билибинский район），是俄羅斯的一個區，位於該國東北部，由楚科奇自治區負責管轄，始建於1930年12月10日，面積174,652平方公里，2010年人口7,866，人口密度每平方公里0.05人。